# Рожков, Михаил Викторович
Михаи́л Ви́кторович Рожко́в (род. 27 декабря 1983, Москва) — российско-казахстанский футболист, защитник. Выступал за сборную Казахстана. Завершил карьеру футболиста из-за травм, полученных в результате автомобильной аварии.

## Клубная карьера
Родился 27 декабря 1983 года в Москве. В детстве занимался хоккеем и плаванием, но в итоге сосредоточился на занятиях футболом. Воспитанник клуба «Буревестник». В составе «Буревестника» принимал участие в первенстве России среди любительских футбольных клубов. В 2005 году выступал за альметьевский «Алнас» во Втором дивизионе России. С 2006 по 2008 год — игрок «Носты» из Новотроицка. В сезоне 2006 года команде удалось занять первое место в зоне «Урал-Поволжье» Второго дивизиона и выйти в Первый дивизион. В ноябре 2008 года находился на просмотре в московском «Динамо».
Тем не менее, в марте 2009 года футболист заключил годичный контракт с «Ростовом». Дебют в Российской премьер-лиге состоялся 14 марта 2009 года в матче против пермского «Амкара» (0:0).
В январе 2010 года был на просмотре в краснодарской «Кубани» и астанинском «Локомотиве», но контракт в итоге подписал с клубом из Казахстана. Став футболистом «Локомотива», Рожков получил казахское гражданство, сумев дебютировать в сборной этой страны раньше, чем за свой новый клуб. Его дебют в чемпионате Казахстана состоялся 22 марта 2010 года в матче против «Кайрата» (0:0). Вместе с командой становился бронзовым призёром чемпионата (2011), становился обладателем Суперкубка Казахстана (2011) и дважды завоёвывал Кубок Казахстана (2010, 2012). По итогам сезонов 2011 и 2012 включался в список 33-х лучших игроков казахского чемпионата, а по результатам голосования болельщиков «Астаны» Рожков был признан лучшим защитником команды в 2012 году.
В конце 2012 года попал в автокатастрофу. Набрав очень высокую скорость и не справившись с управлением автомобиля, врезался в столб. В результате ДТП получил переломы бедра в нескольких местах. В связи с полученными травмами завершил карьеру футболиста. Реабилитацию проходил в Москве.

## Карьера в сборной
Сразу после перехода в казахстанский клуб, Рожков получил казахское гражданство, получив право играть за национальную сборную этой страны. Дебют в футболке казахской сборной состоялся 3 марта 2010 года в товарищеской игре против Молдавии (0:1). При этом игрок дебютировал за сборную раньше, чем сыграл в официальной игре за свой новый казахский клуб. В составе сборной Казахстана сыграл в 8 матчах квалификации на чемпионат Европы 2012 года и 3 играх квалификации на чемпионат мира 2014 года.
Всего за сборную Казахстана провёл 15 матчей.

## Достижения
- Обладатель Кубка Казахстана (2): 2010, 2012
- Обладатель Суперкубка Казахстана: 2011
- Победитель Второго дивизиона ПФЛ: 2006

## Личная жизнь
Супруга — Светлана. Дочь — Валерия.

## Список матчей за сборную
| Матчи и голы Рожкова за сборную Казахстана | Матчи и голы Рожкова за сборную Казахстана | Матчи и голы Рожкова за сборную Казахстана | Матчи и голы Рожкова за сборную Казахстана | Матчи и голы Рожкова за сборную Казахстана | Матчи и голы Рожкова за сборную Казахстана | Матчи и голы Рожкова за сборную Казахстана |
| №                                          | Дата                                       | Соперник                                   | Счёт                                       | Голы                                       | Соревнование                               |                                            |
| ------------------------------------------ | ------------------------------------------ | ------------------------------------------ | ------------------------------------------ | ------------------------------------------ | ------------------------------------------ | ------------------------------------------ |
| 1                                          | 3 марта 2010                               | Молдавия                                   | 0:1                                        | —                                          | Товарищеский матч                          |                                            |
| 2                                          | 11 августа 2010                            | Оман                                       | 3:1                                        | —                                          | Товарищеский матч                          |                                            |
| 3                                          | 3 сентября 2010                            | Турция                                     | 0:3                                        | —                                          | Отборочные матчи ЧЕ-2012                   |                                            |
| 4                                          | 7 сентября 2010                            | Австрия                                    | 0:2                                        | —                                          | Отборочные матчи ЧЕ-2012                   |                                            |
| 5                                          | 8 октября 2010                             | Бельгия                                    | 0:2                                        | —                                          | Отборочные матчи ЧЕ-2012                   |                                            |
| 6                                          | 12 октября 2010                            | Германия                                   | 0:3                                        | —                                          | Отборочные матчи ЧЕ-2012                   |                                            |
| 7                                          | 3 июня 2011                                | Азербайджан                                | 2:1                                        | —                                          | Отборочные матчи ЧЕ-2012                   |                                            |
| 8                                          | 6 сентября 2011                            | Азербайджан                                | 2:3                                        | —                                          | Отборочные матчи ЧЕ-2012                   |                                            |
| 9                                          | 7 октября 2011                             | Бельгия                                    | 1:4                                        | —                                          | Отборочные матчи ЧЕ-2012                   |                                            |
| 10                                         | 11 октября 2011                            | Австрия                                    | 0:0                                        | —                                          | Отборочные матчи ЧЕ-2012                   |                                            |

Итого: 10 матчей / 0 голов; 2 побед, 1 ничья, 7 поражений.